# Meer van Mergozzo
Het Mergozzomeer (Italiaans: Lago di Mergozzo) is een meer in de provincie Verbano-Cusio-Ossola (regio Piëmont).
Het meer behoort tot de zuiverste van de grote Italiaanse meren. In het verre verleden maakte het deel uit van het Lago Maggiore, waarvan de waterspiegel ooit een stuk hoger was. De constante zandafzetting van de rivier de Toce heeft de scheiding van de twee meren veroorzaakt. Op deze vlakte, de Fondotoce genoemd, ligt Fondovalle dat tot de gemeente Verbania behoort. Tegenwoordig is het Meer van Mergozzo door middel van een 2,7 kilometer lang kanaal met het Lago Maggiore verbonden.
Direct aan het meer ligt de plaats Mergozzo, waar het meer naar vernoemd is. Nabij de oevers liggen verschillende hotels en campings. Het is vooral bij Duitsers en Nederlanders een populaire vakantiebestemming. De bekendste camping ligt aan de rand van Fondotoce, de camping heet: Camping Lido Continental en is erg bekend onder Nederlandse toeristen.
Albano · 
Alserio · 
Annone · 
Barrea · 
Bolsena · 
Bracciano · 
Campotosto · 
Comabbio · 
Como · 
Endine · 
Garda · 
Garlate · 
Idro · 
Iseo · 
Ledro · 
Lugano · 
Maggiore · 
Mergozzo · 
Misurina · 
Monate · 
Orta · 
Pusiano · 
Trasimeno · 
Varese · 
Vico · 
Viverone